# Cryptops doriae
Cryptops doriae är en mångfotingart som beskrevs av Pocock 1891. Cryptops doriae ingår i släktet Cryptops och familjen Cryptopidae. Inga underarter finns listade i Catalogue of Life.